# Jean Rochefort
Jean Raoul Robert Rochefort (Parijs, 29 april 1930 – aldaar, 9 oktober 2017) was een Frans acteur, erg herkenbaar dankzij zijn snor, zijn karakteristieke neus en zijn sonore stem.

## Leven en werk

### Toneelopleiding en toneelacteur
Rochefort studeerde toneel aan het Centre d'Art Dramatique de la rue Blanche in Parijs. Daarna volgde hij een opleiding aan het Conservatoire National, waar rond die tijd ook Jean-Pierre Marielle en Jean-Paul Belmondo studeerden. Na zijn militaire dienstplicht te hebben vervuld trad hij toe tot het gezelschap Compagnie Grenier Hussenot, waar hij tussen 1953 en 1960 zeven jaar lang deel van uitmaakte. Daarna, tot aan het einde van de jaren zestig, bleef hij veel theater spelen, onder meer stukken van Harold Pinter (The Collection en The Lover), Arthur Miller en Friedrich Dürrenmatt. Hij bleef met soms grote tussenpozen op het podium optreden.

### Debuutjaren als filmacteur
Eind jaren vijftig begon Rochefort zijn carrière als filmacteur, waarbij hij kleine rollen speelde. In het begin van de jaren zestig vertolkte hij al wat belangrijkere rollen in mantel- en degenfilms zoals Le Capitaine Fracasse en Le masque de fer. Terwijl hij bezig was met de opnames voor een andere historische avonturenfilm, de klassieker Cartouche (1962), ontdekte hij zijn passie voor paarden en de paardensport. Sindsdien hield hij zich bezig met het fokken van paarden. Hij was eigenaar van Le Haras de Villequoy, een beroemde stal. Net zoals zijn grote vrienden Philippe Noiret en Jean-Pierre Marielle brak hij in die periode door in de Franse filmwereld.

### Jaren zestig
Na Cartouche bleef hij optreden in kostuumdrama’s. Zo was hij te zien in de eerste drie delen uit de Angélique-serie van Bernard Borderie : Angélique Marquise des Anges (1964), Merveilleuse Angélique (1965) en Angélique et le Roy (1966).
Hij werkte in die tijd ook opnieuw enkele keren samen met Philippe de Broca, de regisseur van Cartouche. Aan het eind van de jaren zestig had Rochefort al heel wat naambekendheid bij het Franse publiek dankzij zijn rollen in de Angélique-films en de De Brocakomedies.

### Jaren zeventig: de drukke gloriejaren
In het begin van de jaren zeventig koos hij ook voor het meer alternatieve circuit.  Hij speelt zijn eerste hoofdrol als ex-man van Annie Girardot en vader van Claude Jade in Les feux de la chandeleur (Lentevuur, 1971).  Hij werkte onder meer samen met Claude Chabrol en Bertrand Tavernier. Zo was hij te zien in Les Innocents aux mains sales (1974) en in Les Magiciens (1975), twee films noirs van Chabrol. Hij deelde de affiche met zijn boezemvriend Philippe Noiret in L'Horloger de Saint-Paul (1974) en in Que la fête commence (1975), de eerste twee films van Tavernier. In 1974 speelde hij mee in de surrealistische tragikomische fabel Le fantôme de la liberté, de voorlaatste film van beeldenstormer Luis Buñuel. Hij was ontroerend als de door longkanker getroffen kapitein-ter-zee in het maritieme drama Le Crabe-tambour (1977). Maar Rochefort muntte al evenzeer uit in het komische genre. Uitschieter was hier zijn zesvoudige heel succesrijke samenwerking met regisseur Yves Robert waarvan de spionagefilmparodie Le Grand Blond avec une chaussure noire (1972) het commerciële hoogtepunt was. Vermeldenswaardig waren eveneens Calmos (1976), een van Bertrand Bliers zwarte komedies, Le Cavaleur (1978) van oude bekende Philippe de Broca en de culinaire komedie Who Is Killing the Great Chefs of Europe? (1977), een Europees-Amerikaanse coproductie waarin hij in het gezelschap van een internationaal getinte cast vertoefde.

### Jaren tachtig
Hij zette de jaren tachtig in met de tragikomedie Chère inconnue (1980) waarin hij de broer van Simone Signoret speelde, de vrouw met wie hij, zonder het te beseffen, correspondeerde. Voor de zesde keer op het scherm verenigd met Noiret zette hij een glansprestatie neer in het pakkende politieke politiedrama Il faut tuer Birgitt Haas (1981). In de tragikomedie L'Ami de Vincent (1983) vertolkte hij de titelrol Vincent, de beste vriend van Noiret en die komt erachter dat Vincent misschien wel niet diegene is die hij dacht te zijn. Ruim tien jaar na de politiekomedie Les vécés étaient fermés de l'intérieur (1976) ontmoette hij opnieuw regisseur Patrice Leconte en vertolkte een mythomane presentator van radiospelletjes in diens tragikomedie Tandem (1987).

### Latere carrière

#### Meer Patrice Leconte
In de jaren negentig bleef hij vaak samenwerken met Leconte. In de tragikomedie Le Mari de la coiffeuse (1990) was hij zo gefascineerd door de sfeer en de geur van het kapsalon dat hij later een knappe kapster huwde. Vervolgens werkten Leconte en Rochefort samen in Les Grands Ducs (1996) waarin hij zijn trouwe vrienden Philippe Noiret en Jean-Pierre Marielle terugvond voor een komedie gesitueerd in het theatermilieu. Daarna kwamen nog de tragikomedie Ridicule (1996) en het drama L'Homme du train (2002) waarin Rochefort de hoofdrol deelde met Johnny Halliday, de man uit de titel.

#### Nieuwe lichting cineasten
Hij schonk als gevestigde waarde ook graag vertrouwen aan debuterende cineasten zoals Pierre Salvadori, Philippe Lioret en Fabien Onteniente. in Salvadori's misdaadfilm Cible émouvante (1993) vertolkte hij een ouder wordende huurmoordenaar. Liorets tragikomedie Tombés du ciel (1994) gaf hem de gelegenheid om een reiziger te spelen die vast komt te zitten in de transitzone van een Parijse luchthaven omdat hij zijn identiteitspapieren heeft verloren. De film was gebaseerd op het waargebeurde verhaal van de Iraanse asielzoeker Merhan Karimi Nasseri en kreeg een Amerikaanse versie in Spielbergs The Terminal (2004).

#### Het geaborteerde Don Quixote-project
Rochefort werd verkozen voor de hoofdrol in de ambitieuze productie The Man Who Killed Don Quixote (2001) door ex-Monthy Pythonlid regisseur Terry Gilliam, maar hij werd getroffen door een hernia. Deze aandoening betekende niet alleen het einde van zijn geliefde ruitersport maar was ook een van de talrijke oorzaken waardoor de opnames werden afgelast. Het mislukken van deze productie werd ten slotte verfilmd in de documentaire Lost in La Mancha (2002).

#### Ook bijrollen
Rochefort deinsde er ook niet voor terug bijrollen te spelen: zo was hij de cynische directeur van een condomenfabriek in de succesrijke Veberkomedie Le Placard (2001) waarin hij zijn werknemer, de stuntelige sul François Pignon, voor zijn publiciteitskar spande. In de thriller Ne le dis à personne (2006) was hij de invloedrijke vader van de psychopathische moordenaar. Ook het drama L'Enfer (2005) van Danis Tanović en de thriller La Clef (2007) bezorgden hem mooie bijrollen.

#### Laatste rol
In 2012 kondigde hij aan dat hij zijn filmcarrière als afgerond beschouwde. Hij vertolkte dat jaar nog zijn laatste rol, die van een beroemd beeldhouwer, in El artista y la modelo, een tijdens de Tweede Wereldoorlog in de Franse vrije zone  gesitueerd drama van de Spaanse regisseur Fernando Trueba.

### Privéleven
Rochefort trouwde in 1960 met Alexandra Moscwa, met wie hij twee kinderen kreeg, Marie (1962) en Julien (1965). Daarna kreeg hij nog drie kinderen: met Nicole Garcia heeft hij een zoon Pierre, Clémence en Louise zijn de dochters die hij heeft met de architecte Françoise Vidal.

## Filmografie (selectie)
- 1955: Rencontre à Paris (Georges Lampin)
- 1958: Une balle dans le canon (Charles Gérard en Michel Deville)
- 1959: Vingt mille lieues sur la terre (of Léon Garros ishchet duga) (Marcello Pagliero)
- 1961: Le Capitaine Fracasse (Pierre Gaspard-Huit)
- 1962: Cartouche (Philippe de Broca)
- 1962: Le masque de fer (Henri Decoin)
- 1963: Symphonie pour un massacre (Jacques Deray)
- 1963: La Porteuse de pain (Maurice Cloche)
- 1963: La Foire aux cancres (Louis Daquin)
- 1964: Angélique, marquise des anges (Bernard Borderie)
- 1964: Merveilleuse Angélique (Bernard Borderie)
- 1965: Les Tribulations d'un Chinois en Chine (Philippe de Broca)
- 1965: Angélique et le Roy (Bernard Borderie)
- 1966: À cœur joie (Serge Bourguignon)
- 1966: Qui êtes-vous, Polly Maggoo? (William Klein)
- 1967: Ne jouez pas avec les Martiens (Henri Lanoë)
- 1968: Le Diable par la queue (Philippe de Broca)
- 1972: L'Œuf (Jean Herman)
- 1972: Le Grand Blond avec une chaussure noire (Yves Robert)
- 1972: Les feux de la chandeleur (Serge Korber)
- 1972: L'Héritier (Philippe Labro)
- 1973: Salut l'artiste (Yves Robert)
- 1973: Comment réussir quand on est con et pleurnichard (Michel Audiard)
- 1974: L'Horloger de Saint-Paul (Bertrand Tavernier)
- 1974: Le Retour du grand blond (Yves Robert)
- 1974: Le Fantôme de la liberté (Luis Buñuel)
- 1974: Isabelle devant le désir (Jean-Pierre Berckmans)
- 1974: Mio Dio come sono caduta in basso ! (Luigi Comencini)
- 1974: Les Innocents aux mains sales (Claude Chabrol)
- 1975: En Lykkelig skilsmisse (Un divorce heureux) (Henning Carlsen)
- 1975: Les vécés étaient fermés de l'intérieur (Patrice Leconte)
- 1975: Les Magiciens (Claude Chabrol)
- 1975: Que la fête commence (Bertrand Tavernier)
- 1976: Calmos (Bertrand Blier)
- 1976: Le Diable dans la boîte (Pierre Lary)
- 1976: Un éléphant ça trompe énormément (Yves Robert)
- 1977: Le Crabe-tambour (Pierre Schœndœrffer)
- 1977: Nous irons tous au paradis (Yves Robert)
- 1977: Who Is Killing the Great Chefs of Europe? (Ted Kotcheff)
- 1978: Le Cavaleur (Philippe de Broca)
- 1979: Courage, fuyons (Yves Robert)
- 1980: Chère inconnue (Moshé Mizrahi)
- 1981: Un étrange voyage (Alain Cavalier)
- 1981: Il faut tuer Birgitt Haas (Laurent Heynemann)
- 1981: L'Indiscrétion (Pierre Lary)
- 1982: Le Grand Frère (Francis Girod)
- 1983: L'Ami de Vincent (Pierre Granier-Deferre)
- 1984: Frankenstein 90 (Alain Jessua)
- 1987: Tandem (Patrice Leconte)
- 1987: Le Moustachu (Dominique Chaussois)
- 1989: Je suis le seigneur du château (Régis Wargnier)
- 1990: Le Mari de la coiffeuse (Patrice Leconte)
- 1990: Le Château de ma mère (Yves Robert)
- 1992: Le Bal des casse-pieds (Yves Robert)
- 1992: L'Atlantide (Bob Swaim)
- 1993: Tango (Patrice Leconte)
- 1993: Cible émouvante (Pierre Salvadori)
- 1994: Tombés du ciel (Philippe Lioret)
- 1994: Prêt-à-Porter (Robert Altman)
- 1995: Tom est tout seul (Fabien Onteniente)
- 1996: Les Grands Ducs (Patrice Leconte)
- 1996: Ridicule (Patrice Leconte)
- 1997: Barracuda (Philippe Haïm)
- 1998: Le Comte de Monte Cristo (televisieserie) (Fernand Mondego)
- 1999: Rembrandt (Charles Matton)
- 2001: Le Placard (Francis Veber)
- 2001: The Man Who Killed Don Quixote (Terry Gilliam) (onvoltooid)
- 2002: L'Homme du train (Patrice Leconte)
- 2002: Blanche (Bernie Bonvoisin)
- 2004: RRRrrrr!!! (Alain Chabat)
- 2005: Akoibon (Édouard Baer)
- 2005: L'Enfer (Danis Tanović)
- 2006: Ne le dis à personne (Guillaume Canet)
- 2006: Désaccord parfait (Antoine de Caunes)
- 2007: Mr. Bean's Holiday (Steve Bendelack)
- 2007: La Clef (Guillaume Nicloux)
- 2008: J'ai toujours rêvé d'être un gangster (Samuel Benchetrit)
- 2008: Agathe Cléry (Étienne Chatiliez)
- 2012: Astérix et Obélix : Au service de sa Majesté (Laurent Tirard)
- 2012: El artista y la modelo (Fernando Trueba)

## Prijzen en nominaties

### Prijzen
- César voor beste acteur: 
  - 1978: Le Crabe-tambour
- César voor beste acteur in een bijrol: 
  - 1976: Que la fête commence
- 1999:  ereCésar ter bekroning van zijn hele filmcarrière
- 2003:  L'Homme du train : Prix Lumière voor de beste acteur

### Nominaties
- César voor beste acteur: 
  - 1980: Courage fuyons
  - 1988: Tandem
  - 1991: Le Mari de la coiffeuse
- César voor beste acteur in een bijrol: 
  - 1997: Ridicule
- 2013: El artista y la modelo : Goya voor beste mannelijke hoofdrol

- Bibsys: 5057367
- Biblioteca Nacional de España: XX1553752
- Bibliothèque nationale de France: cb13899089k (data)
- Catàleg d'autoritats de noms i títols de Catalunya: 981058530451006706
- CiNii: DA08412034
- Gemeinsame Normdatei: 124112676
- International Standard Name Identifier: 0000 0001 2096 4905
- Library of Congress Control Number: n80097138
- MusicBrainz: 887bef45-f4cf-45bd-9886-f1743a5dbde3
- Nationale Bibliotheek van Tsjechië: xx0170238
- Nationale bibliotheek van Australië: 41183723
- Nationale Bibliotheek van Israël: 987007347354605171
- Nationale Bibliotheek van Polen: a0000002281771
- Nederlandse Thesaurus van Auteursnamen: 07317999X
- Réseau des bibliothèques de Suisse occidentale: 02-A003753205
- SNAC: w6c54gkw
- Système universitaire de documentation: 035036613
- Trove: 1453336
- Virtual International Authority File: 79167602
- WorldCat: E39PCjwDHrgcXVqMF7WpBdfP43